# Деми, Алекса
Алекса Деми (англ. Alexa Demie; родилась 11 декабря 1990) — американская актриса и певица, наиболее известная по роли Мэдди Перес в сериале «Эйфория».  

## Биография
Алекса Деми родилась в Лос-Анджелесе, Калифорния, в семье визажиста Роуз Мендес, имеющей мексиканское происхождение, и Скотта Уилсона Вейнерстрома, приёмного сына участника группы The Beach Boys Денниса Уилсона. Алекса выросла в Этуотер Виллидж и с восьмилетнего возраста воспитывалась, главным образом, матерью, однако ей удавалось поддерживать хорошие отношения и с отцом. В 2019 году она официально сменила имя с Алекса Деми Уилсон Вейнерстром на Алекса Деми.
Деми дебютировала как актриса в 2015 году, снявшись в короткометражном фильме «Майлз». Она появлялась в сериалах «Рэй Донован», «Любовь» и «ОА».
В 2018 году Деми снялась в фильме «Середина 90-х», а в 2019 году сыграла роль Алексис в фильме «Волны». В 2019 году она получила роль Мэдди Перес в сериале «Эйфория».

## Фильмография
| Год          |     | Русское название | Оригинальное название | Роль             |
| ------------ | --- | ---------------- | --------------------- | ---------------- |
| 2015         | кор | Майлз            | Miles                 | Сара             |
| 2016         | с   | Рэй Донован      | Ray Donovan           | Шейри            |
| 2017         | ф   | Медведь Бригсби  | Brigsby Bear          | Меридет          |
| 2017         | кор | —                | To the Moon           | Вирджиния Доусен |
| 2018         | с   | Любовь           | Love                  | Марина           |
| 2018         | ф   | Середина 90-х    | Mid ’90s              | Эсти             |
| 2019         | с   | ОА               | The OA                | Ингрид           |
| 2019 — н. в. | с   | Эйфория          | Euphoria              | Мэдди Перес      |
| 2019         | ф   | Волны            | Waves                 | Алексис Лопес    |
| 2020         | ф   | Мейнстрим        | Mainstream            | Изабель Робертс  |
| 2024         | с   | Фантазмы         | Fantasmas             | Бекка            |
| ТВА          | ф   | Всего 15         | Only fifteen          | Роуз Мендес      |